# Формация (стратиграфическое подразделение)
Форма́ция — стратиграфическое подразделение, относящееся к категории литостратиграфических, то есть выделяемых на основе литологических характеристик слагающих их горных пород. В этой категории формация является первичным (основным) официальным подразделением: весь геологический разрез должен полностью подразделяться на формации. Различия в составе и свойствах пород, используемые для выделения формаций, могут варьировать в зависимости от сложности геологического строения региона, его изученности и поставленных задач.

## Описание

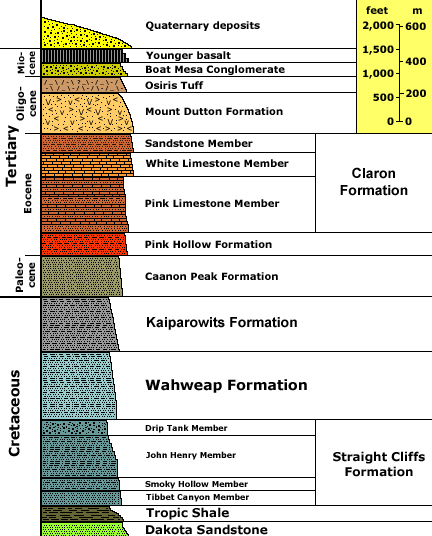
Формации на территории национального парка Брайс-Каньон (обозначены разными цветами)

Мощность (толщина) формации может быть различной — от метра и менее до нескольких тысяч метров.
В составе формации отдельные части могут выделяться под названием пачек. Несколько смежных формаций, имеющих общие существенные диагностические признаки, могут быть объединены в группу.
Формации могут быть картируемыми подразделениями при составлении геологических карт.
В советской и российской геологии вместо формаций выделяются свиты. Часто свиты и формации считаются по существу синонимами. Свиты иногда рассматривают как литостратиграфические подразделения, поскольку они выделяются в первую очередь на основе состава и структуры горных пород. Но при их выделении используются также состав ископаемых остатков организмов, а в ряде случаев геохимические, петрофизические, каротажные, палеоклиматические и другие данные, поэтому официально они считаются местными подразделениям комплексного обоснования.